# Vertrag von Kanagawa

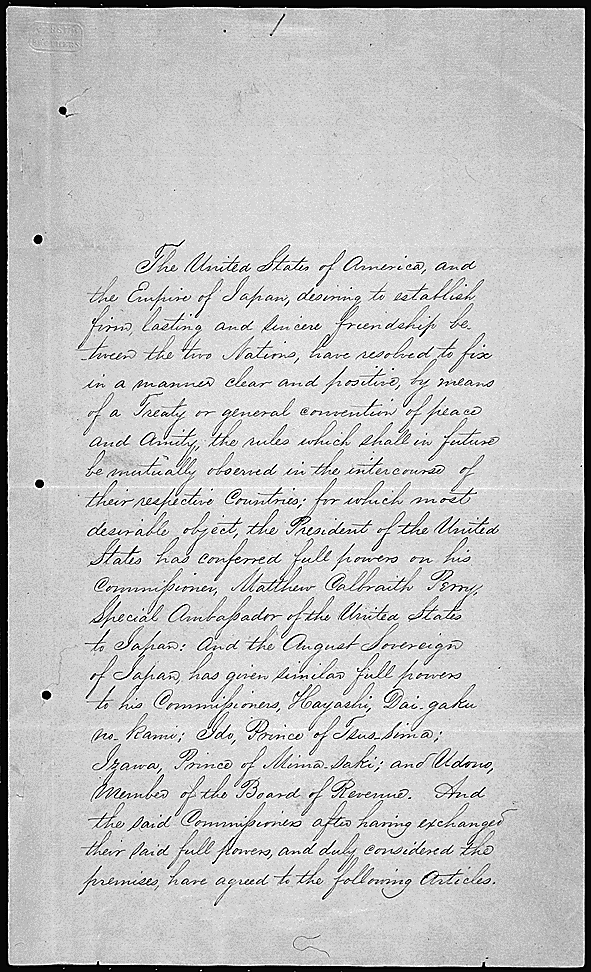
Erste Seite des Vertrags von Kanagawa

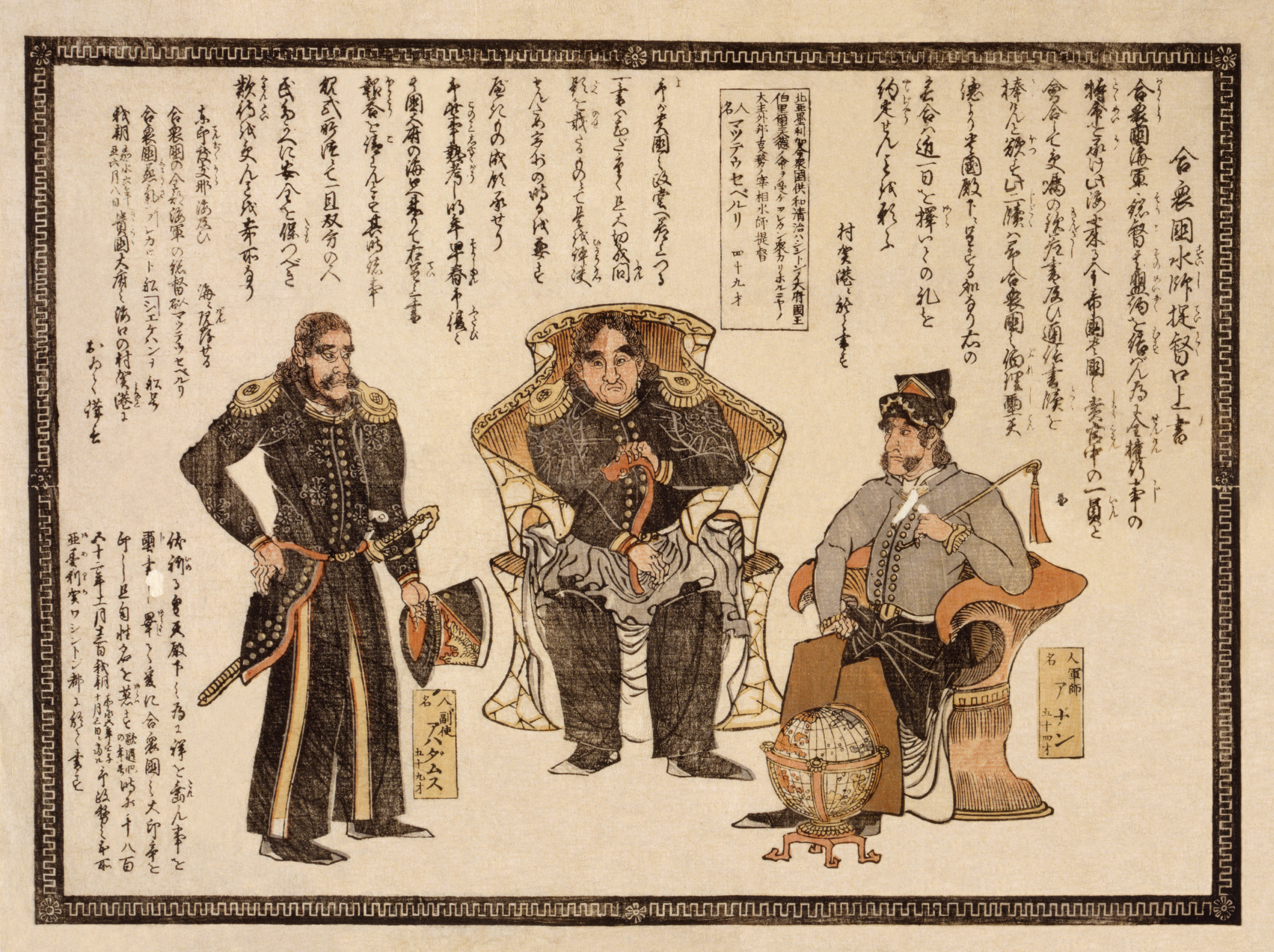
Perry (Mitte) und andere hochrangige US-Seeleute, Japanischer Farbholzschnitt

Am 31. März 1854 wurde der Vertrag von Kanagawa (jap. 神奈川条約 Kanagawa Jōyaku, oder 日米和親条約 Nichibei Washin Jōyaku) von Commodore Matthew Perry von der US Navy genutzt, um die Öffnung der japanischen Häfen Shimoda und Hakodate als Versorgungsstützpunkte für US-amerikanische Schiffe zu erzwingen. Damit endete Japans 220 Jahre währende Isolationspolitik (sakoku). Die Konvention garantierte auch die Sicherheit schiffbrüchiger amerikanischer Walfänger und etablierte einen ständigen US-Konsul in Japan.
Obwohl er sich weigerte, mit japanischen Beamten zu verhandeln und forderte, mit dem japanischen Staatsoberhaupt zu sprechen, bemerkte Perry nicht, dass er nur mit dem Shōgun und nicht mit dem Kaiser verhandelte. Der Shogun war jedoch zu dieser Zeit ohnehin de facto der Herrscher Japans und für den Kaiser wäre ein Umgang mit Ausländern unvorstellbar gewesen. Nachdem der Vertrag von Kanagawa geschlossen war, wurden ähnliche Abkommen von Russland und Großbritannien ausgehandelt.
Dieser Vertrag wurde 1858 von dem „ungleichen“ Amerikanisch-Japanischen Freundschafts- und Handelsvertrag (Harris-Vertrag) abgelöst, der den USA in Japan einseitig Konzessionen einräumte, wie Exterritorialität seiner Staatsangehörigen in Japan und minimierte Importzölle für amerikanische Waren nach Japan.